# Amougies
Amougies (Nederlands: Amengijs) is een dorp in de Belgische provincie Henegouwen en een deelgemeente van Mont-de-l'Enclus. Amougies heeft een oppervlakte van 4,73 km² en telt ruim 1000 inwoners.

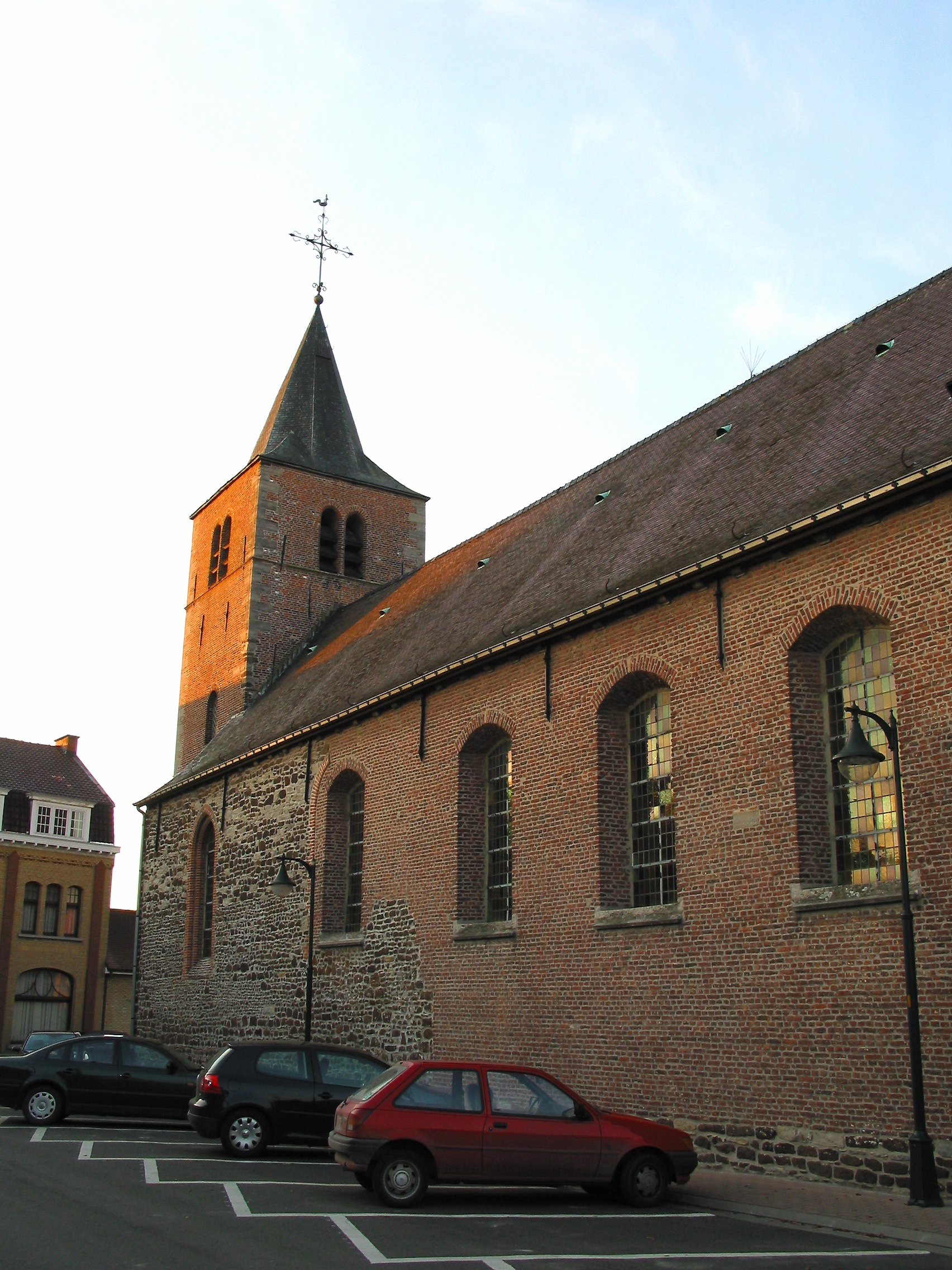
De Sint-Bavokerk van Amougies

## Geschiedenis
Amougies heeft enige industrie gekend, zoals een suikerfabriek die in 1867 in bedrijf kwam en tot 1911 functioneerde. In 1920 kwam la Cotonnière d’Amougies in de gebouwen. Deze bleef onder verschillende benamingen in bedrijf tot 1990.
Ook kende Amougies een spoorwegstation dat van 1869-1959 in bedrijf was op de opgeheven lijn Kortrijk-Ronse.
Tot aan de vaststelling van de taalgrens in 1963 behoorde Amougies net zoals Rozenaken en Orroir tot de provincie Oost-Vlaanderen. Bij de gemeentelijke fusies van 1977 werd het een deelgemeente van Mont-de-l'Enclus.

## Bezienswaardigheden
- De Sint-Bavokerk

## Natuur en landschap
Amougies ligt nabij de zuidflank van de Kluisberg, een getuigenheuvel die tot 144 meter hoog is. Amougies zelf ligt veel lager, op ongeveer 25 meter hoogte, nabij de vallei van de  Rhosnes, die in westelijke richting stroomt.

## Evenementen
Van 24 tot 28 oktober 1969 werd in Amougies het grote muziekfestival van Amougies georganiseerd. Het festival haalde 80.000 bezoekers en had verschillende grote namen zoals Pink Floyd en Frank Zappa op de affiche. Van 18 tot 20 augustus 2017 vond in Amougies de tweede editie van het W-festival plaats. Er kwamen zo'n 15.000 muziekliefhebbers op af. Op de affiche stonden namen als Anne Clark, Human League, Front 242, Red Zebra...

## Politiek
Amougies had een eigen gemeentebestuur en burgemeester tot de fusie van 1977. Burgemeesters waren:
- 1796?-1808 J. Roucourt[1][2]
- 1809-? Vande Stupele[3]
- 1965-1976: André Callebaut

De laatste burgemeester, André Callebaut, werd na de fusie de eerste burgemeester van fusiegemeente Mont-de-l'Enclus.

## Demografische ontwikkeling
Opm:1831 t/m 1970=volkstellingen; 1976= inwoneraantal op 31 december

## Nabijgelegen kernen
Orroir, Russeignies, Anserœul
Deelgemeenten: Amougies · Anserœul · Orroir · Rozenaken

Belgische gemeenten · Arrondissement Doornik-Moeskroen · Henegouwen · Wallonië